# Plethiandra cuneata
Plethiandra cuneata är en tvåhjärtbladig växtart som beskrevs av Otto Stapf. Plethiandra cuneata ingår i släktet Plethiandra och familjen Melastomataceae. Inga underarter finns listade i Catalogue of Life.